# Gaither P. Warfield
Gaither Postley Warfield (ur. 13 lutego 1896 w Rockville, zm. 16 sierpnia 1986 tamże) – amerykański duchowny metodystyczny, misjonarz, pod koniec lat 30 XX wieku i na początku II wojny światowej superintendent Kościoła Metodystycznego w Polsce. Sekretarz generalny United Methodist Committee for Overseas Relief.

## Życiorys
Gaither P. Warfield pochodził z Rockville w stanie Maryland, urodził się 13 lutego 1896. W roku 1917 ukończył Dickinson College a następnie studiował w Union Theological Seminary. W latach 1924–1941 pełnił służbę misjonarską w Polsce. W okresie międzywojennym został superintendentem Kościoła Metodystycznego w Polsce. W roku 1939 po agresji Niemiec na Polskę został superintendentem naczelnym Kościoła Metodystycznego powstałego w wyniku połączenia Metodystycznego Kościoła Episkopalnego, Południowego Metodystycznego Kościoła Episkopalnego oraz Metodystycznego Kościoła Protestanckiego. Połączenie z niemieckimi parafiami umożliwiło legalne działanie Kościoła w warunkach okupacji. Legalizację na terenie Generalnego Gubernatorstwa Kościół Metodystyczny uzyskał 22 kwietnia 1941.
Superintendentem naczelnym był do roku 1941 gdy po przystąpieniu Stanów Zjednoczonych do wojny z Trzecią Rzeszą został internowany w Bawarii. Rok później powrócił do Stanów Zjednoczonych w ramach wymiany obywateli niemieckich i amerykańskich. Po nim superintendentem naczelnym Kościoła został ks. sup. Konstanty Najder. Swoje przeżycia z okresu II wojny światowej w Polsce opisał w 1945 roku w książce Call Us to Witness: A Polish Chronicle napisanej wspólnie z żoną.
Od roku 1946 był związany z Komitetem ds. Pomocy Zagranicznej aż do przejścia na emeryturę w 1966. Jako sekretarz generalny United Methodist Committee for Overseas Relief podróżował po całym świecie. Był także wiceprzewodniczącym Church World Service, międzywyznaniowej agencji udzielającej pomocy uchodźcom, a także członkiem komitetu administracyjnego Światowej Rady Kościołów.
Był żonaty z Hanną Dropiowską. Miał córkę Monikę.
Zmarł na białaczkę w swoim domu w Rockville. Po jego śmierci metodystyczny ośrodek w Klarysewie powstały na terenie byłego prywatnego gimnazjum Wandy Pawlickiej nazwano od jego nazwiska „Warfieldowo”.

## Dzieła
- Call Us to Witness: A Polish Chronicle, 1945, wspólnie z żoną